# Ålands landskapsregering
Ålands landskapsregering är Ålands högsta verkställande myndighet inom de områden där landskapet har självstyre enligt självstyrelselagen. Regeringen består av minst fem och högst åtta medlemmar, där lantrådet är regeringschef och leder de övriga ministrarna. Vanligtvis har regeringen sju medlemmar. Landskapsregeringen har sitt säte i Självstyrelsegården i Mariehamn och stöds av landskapsförvaltningen, som ansvarar för beredning och handläggning av ärenden.
Landskapsregeringen är ansvarig inför Ålands lagting och måste ha lagtingets stöd i centrala frågor (se parlamentarism). Lagtingsval hålls vart fjärde år, senast i oktober 2023. Röstningen sker genom personval, där väljarna röstar på enskilda kandidater. Det parti som får flest röster får i regel först möjlighet att bilda regering efter uppdrag från talmannen. Lagtinget kan rösta fram en minoritetsregering, men hittills har alla regeringar varit majoritetsregeringar.
För närvarande lyder sjutton självständiga myndigheter under landskapsregeringen, bland annat Ålands miljö- och hälsoskyddsmyndighet, Datainspektionen samt myndigheter för utbildning och hälso- och sjukvård.

## Ålands landskapsregering (sedan 2023)
Vid lagtingsvalet den 14 oktober 2023 blev Liberalerna på Åland största parti med 9 mandat. Den 9 november presenterade partiledaren Katrin Sjögren den nya regeringen vid en presskonferens. Regeringen består av Liberalerna, Centern och Socialdemokraterna, med Sjögren som lantråd.
Utöver lantrådet består regeringen av sex ministrar, två från varje parti.
Lagtinget godkände Sjögren som lantråd den 11 december med röstsiffrorna 21–0, medan åtta ledamöter avstod. Samtliga ledamöter från regeringspartierna samt Hållbart initiativs enda ledamot röstade för, medan Moderat samling och Obunden Samlings ledamöter avstod.
Regeringen inkluderar även Ålands första minister med utomnordisk bakgrund.

### Regeringsprogram
På en pressträff den 11 december presenterade regeringen Sjögren sitt regeringsprogram. Det innehåller visioner för skärgårdstrafiken, en hållbar modell för den offentliga ekonomin, digital infrastruktur, hälso- och sjukvård, utbildning och civil beredskap.
| Titel                                         | Minister         | Parti                   | Sedan      |
| --------------------------------------------- | ---------------- | ----------------------- | ---------- |
| Lantråd                                       | Katrin Sjögren   | Liberalerna på Åland    | 2023-12-11 |
| Vice lantråd, utbildnings- och kulturminister | Annika Hambrudd  | Åländsk Center          | 2023-12-11 |
| Infrastruktur- och klimatminister             | Camilla Gunell   | Ålands socialdemokrater | 2023-12-11 |
| Finansminister                                | Mats Perämaa     | Liberalerna på Åland    | 2023-12-11 |
| Närings- och miljöminister                    | Jesper Josefsson | Åländsk Center          | 2023-12-11 |
| Kansliminister                                | Ingrid Zetterman | Liberalerna på Åland    | 2023-12-11 |
| Social- och hälsovårdsminister                | Arsim Zekaj      | Ålands socialdemokrater | 2023-12-11 |

## Tidigare landskapsregeringar

### Regeringen Thörnroos (2019–2023)
Efter lagtingsvalet 2019 bildades en koalition mellan Åländsk Center (C), Moderat samling för Åland (MSÅ), Obunden Samling (Ob) och Hållbart initiativ (HI). HI lämnade regeringen i oktober 2022.
Den 8 december 2023 entledigades infrastrukturminister Christian Wikström (Ob) efter kritik mot hanteringen av ett arrendeärende. Ob lämnade därefter regeringssamarbetet.

#### Ministerlista
- lantråd: Veronica Thörnroos (C), tillträdde 2019-11-25
- vice lantråd, närings- och miljöminister: Harry Jansson (C), tillträdde 2019-12-10
- social- och hälsovårdsminister: Annette Holmberg-Jansson (MSÅ), tillträdde 2019-12-10
- utbildnings- och kulturminister: Annika Hambrudd (C), tillträdde 2019-12-10
- näringsminister: Fredrik Karlström (MSÅ), tillträdde 2019-12-10
- finansminister: Roger Höglund (C), tillträdde 2021-01-13

#### Förändringar under mandatperioden
- finansminister: Torbjörn Eliasson (C), tillträdde 2019-12-10, avgick 2021-01-13
- utvecklingsminister: Alfons Röblom (HI), tillträdde 2019-12-10, avgick 2022-10-12
- miljö- och infrastrukturminister: Christian Wikström (Ob), tillträdde 2019-12-10, entledigad 2023-12-08

### Regeringen Sjögren (2015–2019)
Efter lagtingsvalet 2015 valde lagtinget den 25 november 2015 Liberalerna (Lib) till lantråd med Katrin Sjögren som regeringschef. Koalitionen bestod av Lib, Ålands socialdemokrater (S) och MSÅ.

#### Ministerlista
- lantråd: Katrin Sjögren (Lib)
- vice lantråd, miljö- och näringsminister: Camilla Gunell (S)
- social- och hälsovårdsminister: Wille Valve (MSÅ)
- infrastrukturminister: Mika Nordberg (MSÅ)
- utbildnings- och kulturminister: Tony Asumaa (Lib)
- kansliminister: Nina Fellman (S)
- finansminister: Mats Perämaa (Lib)

### Regeringen Gunell (2011–2015)
Efter lagtingsvalet 2011 tillträdde Camilla Gunell (S) som lantråd den 22 november 2011. Koalitionen bestod av S, C, MSÅ (tidigare Moderaterna på Åland) och Ob.

#### Ministerlista
- lantråd: Camilla Gunell (S)
- vice lantråd, finansminister: Roger Nordlund (C)
- kultur- och utbildningsminister: Johan Ehn (MSÅ)
- kansliminister: Gun-Mari Lindholm (Ob) (2011–2013)
- kansliminister: Wille Valve (MSÅ) (från 2013)
- social- och miljöminister: Carina Aaltonen (S)
- infrastrukturminister: Veronica Thörnroos (C)
- näringsminister: Fredrik Karlström (Ob)

### Regeringen Eriksson (2007–2011)
Efter lagtingsvalet 2007 bildade Viveka Eriksson (Lib) en mittenregering med Lib och C.

#### Ministerlista
- lantråd: Viveka Eriksson (Lib)
- vice lantråd, kultur- och utbildningsminister: Britt Lundberg (C)
- finansminister: Mats Perämaa (Lib)
- kansliminister: Roger Eriksson (Lib)
- social- och miljöminister: Katrin Sjögren (Lib)
- trafikminister: Runar Karlsson (C) (till 2009-09-02)
- trafikminister: Veronica Thörnroos (C) (från 2009-09-02)
- näringsminister: Jan-Erik Mattsson (C) (till 2010-04-19)
- näringsminister: Torbjörn Eliasson (C) (från 2010-04-19)

### Regeringen Nordlund II (2003–2007)
Efter lagtingsvalet 2003 bildades en koalition med C, Frisinnad Samverkan (FS), Lib och Ob. I december 2004 uppstod en regeringskris som ledde till att Ob och Lib lämnade regeringen och S trädde in.

#### Regering (december 2004–2007)
Koalition: C, S, FS  
- lantråd: Roger Nordlund (C)
- vice lantråd, näringsminister: Jörgen Strand (FS)
- finansminister: Lars Wiklöf (S)
- jämställdhets- och EU-minister: Britt Lundberg (C)
- social- och miljöminister: Harriet Lindeman (FS)
- kultur- och utbildningsminister: Camilla Gunell (S)
- kommunikationsminister: Runar Karlsson (C)

#### Regering (2003–december 2004)
Koalition: C, FS, Lib, Ob  
- lantråd: Roger Nordlund (C)
- vice lantråd: Jörgen Strand (FS)
- näringsminister: Kerstin Alm (C)
- social- och miljöminister: Gun-Mari Lindholm (Ob)
- kultur- och utbildningsminister: Lars Selander (Lib)
- trafik- och polisminister: Tuula Mattsson (Lib)

### Regeringen Nordlund (1999–2003)
Efter lagtingsvalet 1999 tillträdde Roger Nordlund (C) som lantråd den 1 november. Koalitionen bestod först av C, FS och Ob. Efter en regeringskris 2001 bildades en ny koalition med C och Lib.

#### Regering (2001–2003)
Koalition: C, Lib  
- lantråd: Roger Nordlund (C)
- vice lantråd: Olof Erland (Lib)
- näringsminister: Ritva Sarin-Grufberg (Lib)
- social- och miljöminister: Sune Eriksson (Lib)
- kultur- och utbildningsminister: Gun Carlson (C)
- trafikminister: Runar Karlsson (C)

#### Regering (1999–2001)
Koalition: C, FS, Ob  
- lantråd: Roger Nordlund (C)
- vice lantråd, finansminister: Olof Salmén (Ob)
- social- och miljöminister: Harriet Lindeman (FS)
- utbildnings- och kulturminister: Gun Carlson (C)
- näringsminister: Roger Jansson (FS)
- trafikminister: Runar Karlsson (C)
- kansli- och IT-minister: Dan-Anders Sundman (Ob)

### Ålands landskapsstyrelse (1995–1999)
Koalition: C, FS, Ob  
- lantråd: Roger Jansson (FS)
- vice lantråd, finansminister: Roger Nordlund (C)
- social- och miljöminister: Gun Carlson (C)
- utbildnings- och kulturminister: Harriet Lindeman (FS)
- näringsminister: Anders Eriksson (C)
- trafikminister: Anders Englund (C)
- kansliminister: Erik Tudéer (Ob) (till 1996-09-15)
- kansliminister: Bengt Häger (Ob) (från 1996-09-16)

### Ålands landskapsstyrelse (1991–1995)
Koalition: C, FS, S  
- lantråd: Ragnar Erlandsson (C)
- vice lantråd, socialminister: Harriet Lindeman (FS)
- finansminister: Lars Wiklöf (S)
- utbildnings- och kulturminister: Roger Nordlund (C)
- näringsminister: Anders Eriksson (C)
- trafikminister: Karl-Göran Eriksson (FS)

### Ålands landskapsstyrelse (1988–1991)
Från den 20 april 1988 tillsattes landskapsstyrelsen enligt parlamentariska principer.

#### Regering (april 1988–1991)
Koalition: Lib, S, C, FS, Ob  
- lantråd: Sune Eriksson (Lib)
- vice lantråd, social- och hälsovårdsminister: May Flodin (S)
- näringsminister: Göran Bengtz (C)
- finansminister: Magnus Lundberg (Ob)
- utbildnings- och kulturminister: Holger Eriksson (Lib)
- miljöminister: Rune Karlström (FS)
- trafikminister: Karl-Göran Eriksson (Lib)
- kansliminister: Ragnar Erlandsson (C)

#### Regering (januari–april 1988)
Den sista landskapsstyrelsen före parlamentariska principer infördes.  
- lantråd: Folke Woivalin
- vice lantråd, utbildnings- och kulturminister: Gunnevi Nordman
- finans- och miljöminister: Lars Wiklöf
- social- och hälsovårdsminister: May Flodin
- jord- och skogsbruksminister: Olof Salmén
- trafikminister: Lars Porko
- kansliminister: Christer Jansson

## Misstroendeförklaringar mot landskapsregeringen
Vid flera tillfällen har förslag om misstroende väckts mot landskapsregeringen eller enskilda ledamöter i Ålands politiska historia. 
- 1974-11-26: Viktor Andersson (S) och elva andra ledamöter
- 1975-11-21: Jan-Erik Lindfors (FS) med flera
- 1976-08-23 (Återtogs): Olof Jansson (C), återtogs samma dag
- 1980-09-17: Roald Karlsson (S) med flera
- 1983-03-07: Ray Söderholm med flera, mot beslutet att flytta ändhamnen för skärgårdstrafiken från Långnäs till Hummelvik
  - Landskapsregeringen fälldes, men samtliga ministrar omvaldes av sina respektive partier. Efter detta inleddes en utredning om parlamentarism, som infördes 1988
- 1991-04-03: Barbro Sundback (S) med flera, mot lantrådet Sune Eriksson (Lib) för Daleraffären
- 1993-05-21 (Förkastades): Olof Erland (Lib), mot lantrådet Ragnar Erlandsson (C)
- 1998-01-14 (Förkastades): Sune Eriksson (Lib) med flera, mot landskapsregeringen för hanteringen av Vargsundsådran
- 1999-12-22 (Förkastades): Lasse Wiklöf (S), mot Roger Jansson (FS) i tingshusfrågan.
- 2001-03-14: Sune Eriksson (Lib), mot Olof Salmén (Ob)
  - Ledde till att landskapsregeringen avgick. Centern bildade därefter en ny regering med Liberalerna
- 2002-05-30 (Förkastades): Jörgen Strand (FS), mot lantrådet Roger Nordlund (C) för misskött ekonomi
- 2003-09-01 (Förkastades): Bert Häggblom (Ob), mot landskapsregeringen med anledning av vårdstrejken